# Graf DK 59
Graf DK 59 is een graf uit de Vallei der Koningen. Het graf werd ontdekt in januari 1906 door Edward Russell Ayrton, maar is onafgewerkt.